# Bảng xếp hạng Âm nhạc tiếng Hoa
Bảng xếp hạng Âm nhạc tiếng Hoa (tiếng Trung: 华语音乐排行榜) là một bảng xếp hạng thu âm nhạc Mandopop do Hiệp hội Âm nhạc gia Trung Quốc, Liên đoàn Phát thanh Trung Quốc, HUAYINSHENGSHI và tờ báo âm nhạc Musiclife thành lập.